# Нели Божкова
Нели Божкова (с рождено име: Недялка Божкова) е българска оперна певица.

## Биография
Нели Божкова е родена на 25 май 1947 година в град Добрич. Учи в Детската музикална школа в класа по пиано на Надежда Анкова и пее в Детския хор под диригентството на маестро Захари Медникаров. Висшето си образование завършва в Софийската консерватория „Панчо Владигеров“ като вокалист в класа на проф. Христо Бръмбаров. През 1973 година Нели Божкова дебютира на сцената на Софийската опера. От 1978 година е солистка в „Комише опер“ – Берлин, а от 1983 година в Бременската опера. През 1990 година е приета във Виенската държавна опера, а през 1998 година получава титлата „Камерзенгерин“. Нели Божкова е участвала в повече от 450 спектакъла. Умира след дълго боледуване във Виена, погребана е на 5 март 2004 година.

## Награди
През 1974 година печели сребърен медал от Първия конкурс „Мария Калас“ в Атина. През 1978 година печели бронзов медал от Шестия международен конкурс „Чайковски“ в Москва.